# CounterPunch
CounterPunch — издающийся в США раз в 2 месяца политический журнал, стилистику которого его редакторы описывают как «разоблачительная журналистика с радикальных позиций». Включает в себя ежедневно обновляемый веб-сайт, содержащий намного больше материалов, которые не публикуются в бумажном варианте издания.
Имеющее объём от 6 до 8 страниц, бумажное издание CounterPunch содержит в первую очередь комментарии Александера Кокбёрна и Джеффри Сент-Клэра, а также регулярные публикации многих других авторов. Отмечена критическая позиция издания по отношению к политикам как Демократической, так и Республиканской партии и усиленное освещение темы состояния окружающей среды и профсоюзов, международной политики США и Арабо-израильского конфликта.

## История
Журнал был основан в 1994 году проживающим в Вашингтоне и занимающимся журналистскими расследованиями репортёром Кеном Силверстейном. К нему вскоре присоединились журналисты Кокбёрн и Сент-Клэр. В 1996 году Силверстейн перестал публиковаться и Кокбёрн с Сент-Клером стали главными редакторами. В 2007 году Кокбёрн и Сент-Клер писали, что основывая CounterPunch, они «хотели сделать его лучшим журналом страны, специализирующимся на разоблачительной журналистике» и цитировали в качестве источников вдохновения таких памфлетистов, как Эдвард Эбби, Питер Морин и Эммон Хиннеси, а также газету социалистического направления «Призыв к разуму» (англ. Appeal to Reason) (1895—1922).
Сюжеты репортажей из CounterPunch часто фигурировали в публикуемых Project Censored ежегодных списках из 25 «недоосвещённых, неверно освещённых или запрещённых цензурой» новостных сюжетов, в 1997 году — целых три («Dark Alliance: Tuna Free Trade, and Cocaine»;"Corporate America Spends Big $$ on Pro-China PR"; и «U.S. Alone in Blocking Export Ban of Toxic Waste to Third World»). Среди других — в 1998 году («The Scheme to Privatize the Hanford Nuke Plant» и «American Drug Industry Uses the Poor as Human Guinea Pigs»), также в 2000 году, 2001, 2003 и в 2004 году.

## Темы и публикации
Декларированная CounterPunch' «разоблачительная журналистика с радикальных позиций» подразумевает доброжелательное принятие материалов от авторов, настроенных критически к конвенциональной мудрости по определённым вопросам. Эта установка вероятно наиболее спорна в отношении Арабо-израильского конфликта, где эти материалы часто критичны по отношению к действиям Израиля, что нетипично для мейнстрима прессы США. Это материалы от таких спорных антисионистских фигур, как Гилад Атцмон, Норман Финкельштейн и Исраэль Шамир, а также израильский политик левых взглядов Ури Авнери, основатель движения за мир Гуш Шалом. Среди других Джонатан Кук, Элисон Уэйр из If Americans Knew, и Нэнси Шепер-Хьюз.
На обширную тему американской международной политики в журнале пишут такие авторы, как Уильям Блюм и Пэтрик Кокбёрн. Также в CounterPunch сильны традиции критики финансовой и экономической политики США, включая финансовое регулирование дефицитов, приведшее к кризису 2008 года. В этой области среди авторов — бывший редактор Financial Times и Forbes Имонн Финглтон, Пол Крейг Робертс (помощник министра финансов США в администрации Рональда Рейгана) и Майкл Хадсон. Вопросы состояния окружающей среды в журнале освещают Джошуа Фрэнк и Харви Вассерман. Чаще публикующиеся в журнале авторы, такие как Дейв Линдорфф и Сол Ландау, охватывают более широкий спектр тем.

## Авторы
Среди заметных авторов CounterPunch Роберт Фиск, Эдвард Саид, Тим Вайз, Ральф Нейдер, М. Шахид Алам, Тарик Али, Уард Черчилль, Лила Раджива, Питер Лайнбоф, Таня Рейнхарт, Ноам Хомский, Франклин Спинни, Борис Кагарлицкий и два брата Александера Кокбёрна: Эндрю Кокбёрн и Пэтрик Кокбёрн, оба писали на темы Среднего Востока, особенно Ирака.
В CounterPunch публиковались также некоторые палеоконсерваторы, такие как Пол Крейг Робертс и Уильям Линд и либертарианцы, такие как Шелдон Ричман и Энтони Грегори. Сайт регулярно публикует статьи таких авторов левых взглядов, как Ленни Бреннер, Фидель Кастро и Стью Олберт, а также новых авторов, таких как Виджай Прашад, Дайана Кристиан, Джошуа Фрэнк, Норман Финкельштейн, Рон Джакобс, Пам Мартенс, Гари Леупп, Синтия Маккинни, Келли Овертон, Дэвид Прайс и Шерри Вулф.

## Отзывы
New York Times описывал CounterPunch по-разному: как «выходящий дважды в месяц журнал левого направления», «политический журнал» и «журнал разоблачительной журналистики».
Среди наиболее жёстких критиков CounterPunch — поддерживающие Израиль организации. Антидиффамационная лига описывает CounterPunch как «антисионистский радикальный левый журнал». CAMERA описывает CounterPunch.org как «экстремистский антиизраильский веб-сайт».

## Книги
CounterPunch Books, издание AK Press, публиковало многие книги, в основном работы отдельных авторов CounterPunch или собрания сочинений авторов CounterPunch. Наиболее спорными, отражающими критическую к Израильскому правительству позицию CounterPunch, были изданная в 2003 году The Politics of Anti-Semitism под редакцией Александера Кокбёрна и Джеффри Сент-Клера, и The Case Against Israel, изданная в 2005 году. Последняя была ответом Михаэля Ноймана, профессора философии университета Трент из Онтарио на The Case for Israel Алана Дершовица. О первой книге в CounterPunch писал «Стала ли эта книга самой спорной в 2003 году? Примерно в этом её обвиняли либералы и неоконы, многочисленные обзоры в придерживающихся мейнстрима изданиях были отменены редакторами».
Многие книги CounterPunch фокусируются на темах окружающей среды, включая книгу Сент-Клера 2008 года Born Under a Bad Sky: Notes from the Dark Side of the Earth и Wasting Libby: The True Story of How the WR Grace Corporation Left a Montana Town to Die авторства Андреа Пикок (2010), о роли W. R. Grace and Company в Либай, Монтана. A Dime’s Worth of Difference: Beyond the Lesser of Two Evils (2004), собрание очерков, иллюстрирующих критическое отношение CounterPunch к республиканской и демократической партии.
Среди других книг Serpents in the Garden: Liaisons With Culture & Sex (2004), Imperial Crusades: Iraq, Afghanistan, and Yugoslavia (2004) и End times: the death of the fourth estate (2007), все под редакцией Кокбёрна и Сент-Клера. Кроме того How the Economy Was Lost: The War of the Worlds (2009) Пола Крейга Робертса.